# Seladerma
Seladerma är ett släkte av steklar som beskrevs av Walker 1834. Seladerma ingår i familjen puppglanssteklar.

## Dottertaxa tillSeladerma, i alfabetisk ordning[1][2]
- Seladerma aeneum
- Seladerma alpestre
- Seladerma annulipes
- Seladerma antennatum
- Seladerma berani
- Seladerma bicolor
- Seladerma breve
- Seladerma breviscutum
- Seladerma brunneolum
- Seladerma caledonicum
- Seladerma coeruleovirens
- Seladerma conoideum
- Seladerma convexum
- Seladerma costatellum
- Seladerma diaeus
- Seladerma diffine
- Seladerma diutinum
- Seladerma euroto
- Seladerma gelanor
- Seladerma genale
- Seladerma geniculatum
- Seladerma globosum
- Seladerma icelos
- Seladerma laetum
- Seladerma longivena
- Seladerma longulum
- Seladerma meracum
- Seladerma nigrum
- Seladerma nonstylatum
- Seladerma parviclava
- Seladerma phlegias
- Seladerma politum
- Seladerma sabbas
- Seladerma saurus
- Seladerma scabiosum
- Seladerma scaea
- Seladerma scoticum
- Seladerma simplex
- Seladerma tarsale
- Seladerma vulgaris